# Midnatssolen (film)
|  | Denne artikel er oprettet af botten PalnaBot ud fra en ekstern database. Den kan derfor have sproglige fejl eller mangler. Denne skabelon kan fjernes efter kontrol af indholdet. |

Midnatssolen er en film fra 1916 instrueret af Robert Dinesen efter manuskript af Laurids Bruun, Axel Garde.